# Petrocorios

Mapa de los pueblos galos.

Los petrocorios (en latín Petrocorii) eran un pueblo galo situado en el actual departamento de la Dordoña, en Francia, y más exactamente entre el Dordoña y el Isle. Ptolomeo los sitúa en Aquitania. Según Plinio el Viejo vivían en la ribera del Tarnis (Tarn) que marcaba la frontera con el territorio de Tolosa, pero eso debe ser un error, ya que entre medio debían encontrarse los cadurcos. Estrabón los menciona como vecinos de los nitióbroges, cadurcos, lemovices y arvernos y dice que su territorio tenía minas de hierro. 
Su capital era Vesunna (Périgueux). Otras ciudades de su territorio fueron Corterate, Trajectus y Diolindum. César dice que enviaron 5.000 hombres a Alesia (Comentarios a la guerra de las Galias, libro VII.75.3) 
La ciudad de Périgueux al igual que la antigua provincia del Périgord toman su nombre de este pueblo. El palabra francesa pétrocoriens se usa en la actualidad como gentilicio para los habitantes de Périgueux, llamados igualmente périgourdins. Se cree que «petrocorios» significaba, en galo, los cuatro ejércitos, de petru- «cuatro» y corii «el ejército».